# شوگو نیشیکاوا
شوگو نیشیکاوا (انگلیسی: Shogo Nishikawa؛ زادهٔ ۱ ژوئیهٔ ۱۹۸۳) بازیکن فوتبال اهل ژاپن است.
از باشگاه‌هایی که در آن بازی کرده‌است می‌توان به باشگاه فوتبال سانفریس هیروشیما اشاره کرد.